# Loupoigne
Loupoigne (Waals: Loupougne) is een dorp in de Belgische provincie Waals-Brabant en een deelgemeente van de stad Genepiën. 

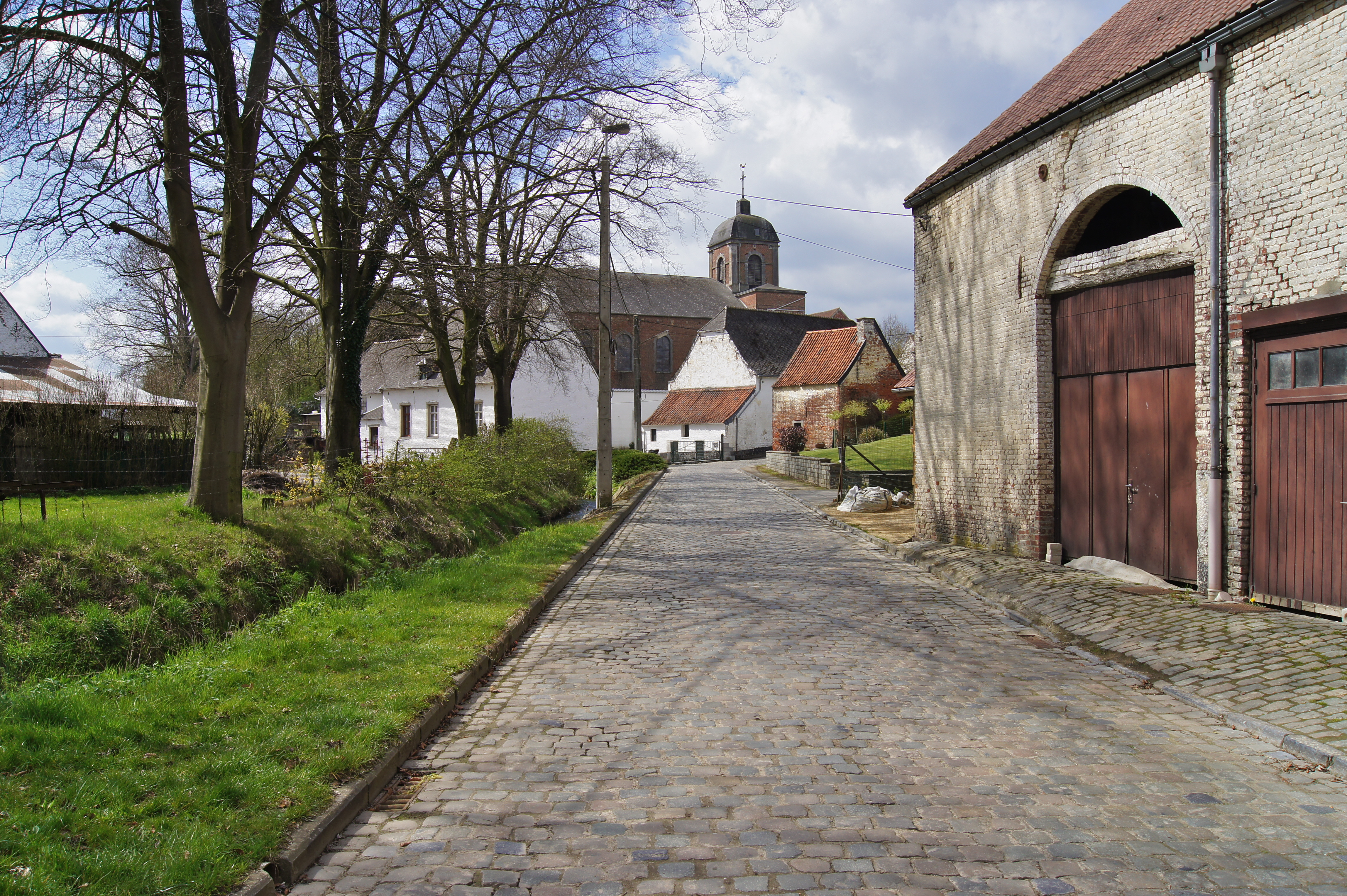
Dorpszicht met Dijle

## Geschiedenis
Loupoigne was een zelfstandige gemeente tot de fusie van 1 januari 1977.

## Bezienswaardigheden
- Het Château de Nicolay is een groot bakstenen kasteel in eclectische stijl van 1880, gelegen in een groot park.
- De Moulin de Loupoigne is een watermolen op de Dijle, vergezeld van de Ferme du Moulin.
- De Sint-Jan-de-Doperkerk (Église Saint-Jean-Baptiste) is een bakstenen neoclassicistisch kerkgebouw van 1833 waarvan de toren een merkwaardig koepelvormig dak heeft.
- De Chapelle Notre-Dame de Foy, gewijd aan het mirakelbeeld van Foy-Notre-Dame.

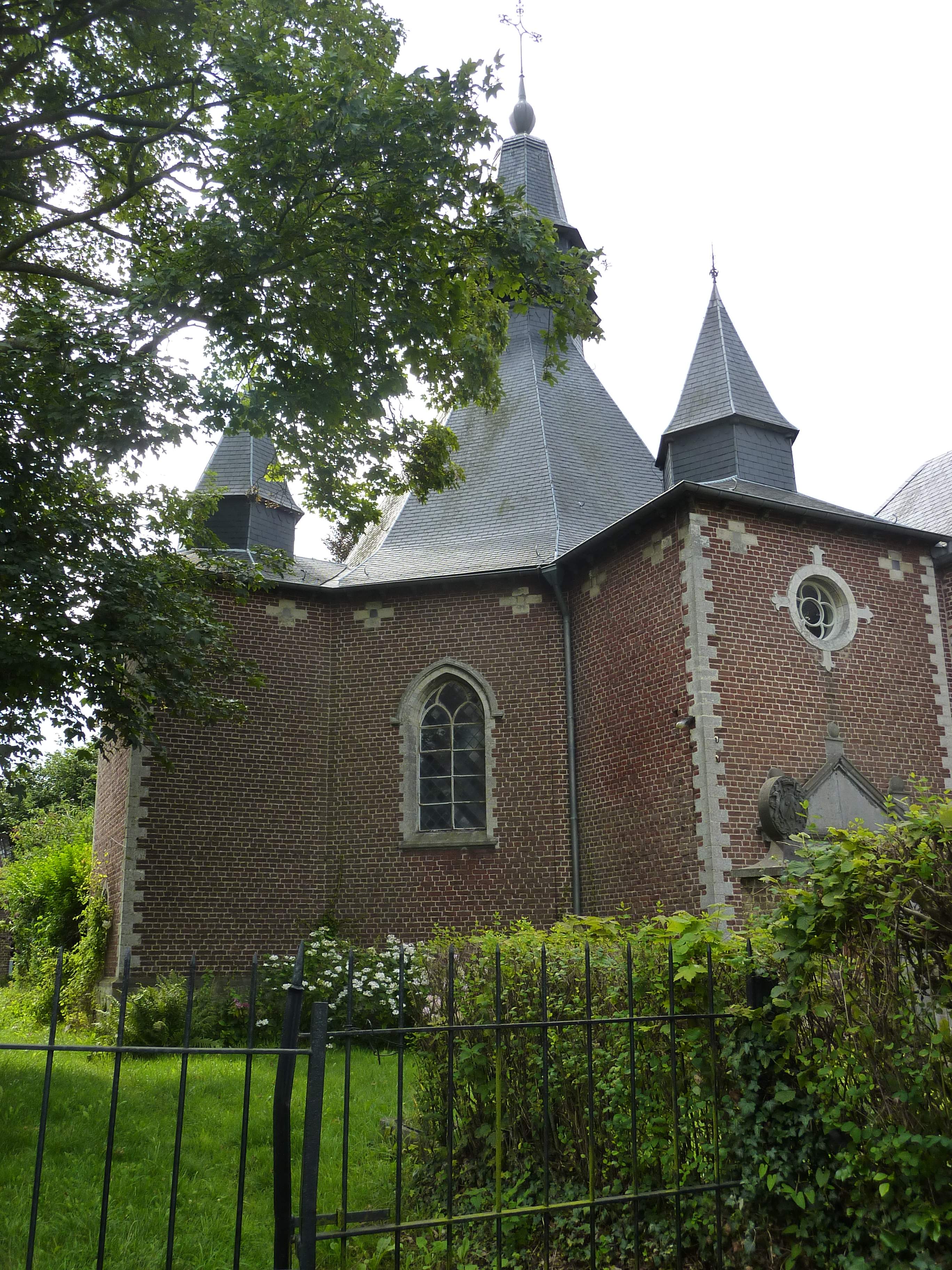
Chapelle Notre-Dame de Foy, gebouwd in 1638

## Natuur en landschap
Loupoigne ligt aan de bovenloop van de Dijle. Nabijgelegen is de voormalige Sucrerie de Genappe, een suikerfabriek waarvan de bezinkvijvers na 2004 werden omgevormd tot een natuurreservaat (Réserve Naturelle de décantation). De hoogte aan de kerk bedraagt 113 meter.

## Demografische ontwikkeling
- Bronnen:NIS, Opm:1831 tot en met 1970=volkstellingen

## Politiek
Loupoigne had een eigen gemeentebestuur en burgemeester tot de fusie van 1977. Burgemeesters waren:
- 1812-1849 : Théodore Deville
- 1879-1911 : Nicolas Rousseau
- 1912-1921 : Charles Morimont
- 1921-1941 : Léon Huwart
- 1941-1942 : Clément Carly (dienstdoend)
- 1942-1945 : Paul Ricard (oorlogsburgemeester)
- 1946-1947 : Georges Berger
- 1947-1952 : Oscar Jossart
- 1953-1964 : Clément Carly
- 1965-1976 : Albert Guyette (PSC)

## Nabijgelegen kernen
Houtain-le-Val, Baisy-Thy, Sart-Dames-Avelines, Frasnes-lez-Gosselies